# ニール・コーボールド
ニール・コーボールド（Neil Corbould, 1962年12月24日 - ）は、イギリスの視覚効果スーパーバイザーである。『グラディエーター』、『プライベート・ライアン』、『ローグ・ワン/スター・ウォーズ・ストーリー』、『ブラックホーク・ダウン』といったブロックバスター映画への参加で知られる。同じく視覚効果スタッフであるクリス・コーボールドとポール・コーボールドは兄弟である。
『グラディエーター』（2000年）と『ゼロ・グラビティ』でアカデミー視覚効果賞を獲得した。また、2023年に公開されたアカデミー視覚効果賞ノミネート作5本のうち3本（『ナポレオン』、『ミッション:インポッシブル/デッドレコニング PART ONE』、『ザ・クリエイター/創造者』）に関わっている。

## 受賞とノミネート
| 賞               | 年   | 部門           | 作品名                                    | 結果       |
| ---------------- | ---- | -------------- | ----------------------------------------- | ---------- |
| アカデミー賞     | 2000 | 視覚効果賞     | グラディエーター                          | 受賞       |
| アカデミー賞     | 2006 | 視覚効果賞     | スーパーマン リターンズ                   | ノミネート |
| アカデミー賞     | 2012 | 視覚効果賞     | スノーホワイト                            | ノミネート |
| アカデミー賞     | 2013 | 視覚効果賞     | ゼロ・グラビティ                          | 受賞       |
| アカデミー賞     | 2016 | 視覚効果賞     | ローグ・ワン/スター・ウォーズ・ストーリー | ノミネート |
| 英国アカデミー賞 | 1997 | 特殊視覚効果賞 | フィフス・エレメント                      | ノミネート |
| 英国アカデミー賞 | 1998 | 特殊視覚効果賞 | プライベート・ライアン                    | 受賞       |
| 英国アカデミー賞 | 2000 | 特殊視覚効果賞 | バーティカル・リミット                    | ノミネート |
| 英国アカデミー賞 | 2000 | 特殊視覚効果賞 | グラディエーター                          | ノミネート |
| 英国アカデミー賞 | 2004 | 特殊視覚効果賞 | デイ・アフター・トゥモロー                | 受賞       |
| 英国アカデミー賞 | 2006 | 特殊視覚効果賞 | スーパーマン リターンズ                   | ノミネート |
| 英国アカデミー賞 | 2011 | 特殊視覚効果賞 | 戦火の馬                                  | ノミネート |
| 英国アカデミー賞 | 2013 | 特殊視覚効果賞 | ゼロ・グラビティ                          | 受賞       |
| 英国アカデミー賞 | 2016 | 特殊視覚効果賞 | ローグ・ワン/スター・ウォーズ・ストーリー | ノミネート |